# Вештица из Портобела
Вештица из Портобела (порт. A bruxa de Portobello) је роман бразилског писца Паула Коеља, објављен 2006. године.
Ко је Атена? 
Сироче које је мајка, Циганка, оставила у Трансилванији. 
Девојчица коју су у Бејрут одвели родитељи који су је усвојили. 
Службеница у великој лондонској банци. 
Успешни агент некретнинама у Дубаију. 
Свештеница из Портобело Роунда.
Причу о њој казују људи који су је познавали, међу којима су: мајка која ју је усвојила, новинар који истражује вампиризам, свештеник, учитељ калиграфије, историчар, биолошка мајка, бивши муж, глумица и лекарка.
Свако од њих дочарава различиту страну њене личности, описујући шта су видели и доживели, као и сопствене утиске, веровања и страхове.